# Madonna de la Victoria
La Madonna de la Victoria es una obra de Andrea Mantegna.

## Contexto
Fue encargada como ex voto para celebrar la victoria de Francisco II Gonzaga contra Carlos VIII de Francia en la Batalla de Fornovo en 1495. La capilla donde estaba la obra se construyó ex novo en 1496 en la casa de un judío que había sido castigado a pagar los trabajos por haber quitado de la fachada de su casa una imagen sagrada para poner el escudo de armas de la familia, lo que se consideraba sacrilegio. Andrea Mantegna realizó la pintura. Ya había trabajado previamente para Ludovico Gonzaga, por lo que se supone que fue la razón para concederle este encargo.
La Madonna de la Victoria se conserva actualmente en el Museo del Louvre, en París, donde llegó en 1798 cuando fue incautada por las tropas de Napoleón, y nunca regresó a Italia.

## Análisis de la obra

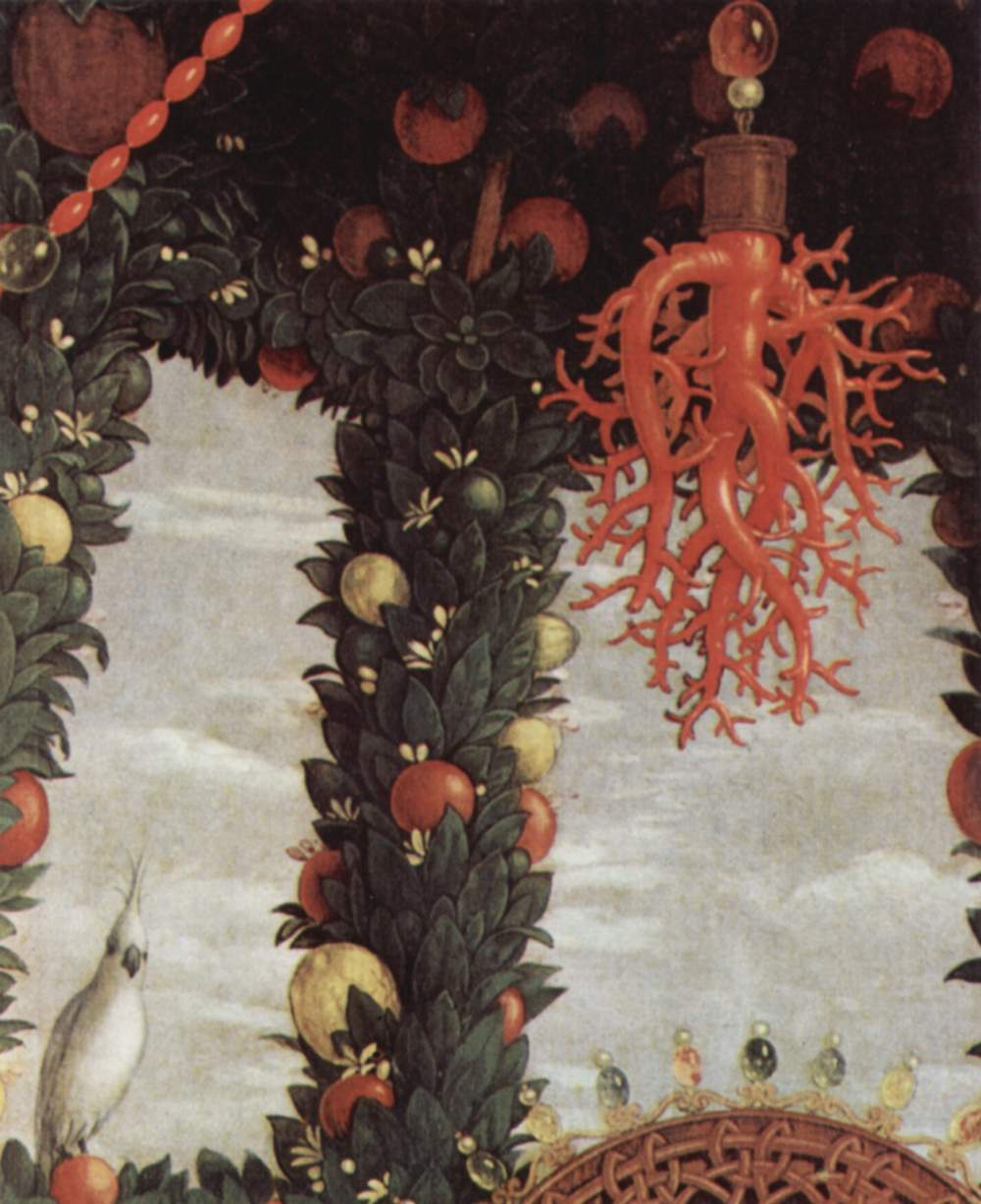
Detalle de la obra Madonna de la Victoria, parte del jardín cerrado situado detrás de la Virgen.

En la Madonna de la Victoria podemos ver diferentes personajes que nos ayudan a comprender el porqué de su realización. La primera es la Virgen María, a quién está dedicado el cuadro, y que es el tema perfecto para retratarse como donante ante ella, mediadora con Jesús para garantizarnos un lugar en el Cielo.
En primer plano Francisco Gonzaga, vestido con armadura, está arrodillado como donante y, detrás de él, el arcángel Miguel y San Andrés, uno de los primeros discípulos de Jesús y santo patrono de Mantua.
Miguel, alado, con armadura y espada, es el arcángel combatiente contra el Mal que expulsó a Lucifer y sus ángeles del Cielo.
Al otro lado de la Virgen, San Juan Bautista como niño (precursor de Cristo) con la cruz y la inscripción Ecce Agnus Dei/Ecce q(ui) tollit p(eccata) mundi y Santa Isabel, protectora de Isabel de Este, esposa de Francisco. Finalmente, están representados San Jorge (con sus colores, rojo y blanco), patrón de los Templarios, y Longinos. Éste es un personaje muy importante, porque fue el centurión que lanceó a Jesús, pero después admitió su fe al ver manar sangre y agua de la herida. 
El personaje más importante es la Virgen, que protege a Francisco con su manto. El respaldo de la silla es un sol, uno de sus símbolos, y bajo el asiento hay una representación de Adán y Eva. A veces la Virgen aparece pisando una serpiente para destruir el pecado (ella sería así la nueva Eva) pero aquí vemos la escena del Génesis en lugar de la serpiente. Su manto es azul, simbolizando la inocencia, un recurso ampliamente utilizado. Otros símbolos de la Virgen son la rosa y el jardín cerrado (hortus conclusus) insinuado en la gran pérgola tras ella.

## Significado del coral en la obra
Sin embargo, uno de los elementos más simbólicos de la escena es el coral que cuelga sobre el trono de la Virgen. El coral era usado como amuleto en la Antigua Grecia y Roma, y existían mitos sobre él (como el de Ovidio sobre Medusa), así que en la Edad Media se convirtió en un amuleto contra el demonio pues su intenso color simbolizaba la Pasión de Cristo. Eso explica porqué muchos rosarios están hechos de coral. En muchas obras italianas, como la Madonna de Senigallia (1470-1485) y Sacra Conversazione (1472), ambas de Piero della Francesca, el niño Jesús lleva un colgante de coral similar al que se colocaba a los bebés al cuello como protección. Además, el coral simboliza la sangre y la vida. Esta simbología, entre otras, fue explicada con detalle por Johann Schroder.